# جورج هوارد جونيور
جورج هوارد جونيور (بالإنجليزية: George Howard, Jr.)‏ هو قاضي ومحامي أمريكي، ولد في 13 مايو 1924 في باين بلاف في الولايات المتحدة، وتوفي بنفس المكان في 21 أبريل 2007.